# Янина (город)
Я́нина (Ιωάννινα ή Γιάννενα МФА: [i.oˈa.ni.na]о файле, Jannina, Joannina, Jania, турецк. Яния, Яниа) — город на северо-западе Греции. 
Город расположен на высоте 480 метров над уровнем моря, на берегу озера Янины, в 209 километрах к юго-западу от Салоник и в 311 километрах к северо-западу от Афин. Административный центр одноимённой общины (дима), одноимённой периферийной единицы, периферии Эпира и децентрализованной администрации Эпира и Западной Македонии. Население — 65 574 жителя по переписи 2011 года. Площадь — 17,355 км². Южные пригороды Янины — Кастрица и Кацикас. Ранее главный город вилайета Янина, и резиденция турецкого генерал-губернатора и митрополита Константинопольской православной церкви.

## История

### Средние века
Неназванный «хорошо укреплённый полис», построенный Юстинианом I для жителей античной Эврии (Εύροια), некоторые исследователи связывают с Яниной. Нет археологических находок, подтверждающих эту версию. Первое упоминание Янины появляется только в 879 году, применительно к викарной епархии Навпакта. Анна Комнина упоминала Янину три раза, не давая при этом никаких пояснений.
В 1082 году город временно переходит под власть норманнов в главе с Боэмундом I. После 1204 года Венеция заявила о своих правах на Янину, но контроль над городом перешел к Эпирскому деспотату, а в 1225 году была образована фема Янина. Янина в 1259 году после битвы при Пелагонии осаждалась никейскими войсками, но ещё долгое время оставалась под властью Эпира, пока в 1318 году её не захватила Византия. После включения в Византийское государство статус города поднялся до митрополии.
В феврале 1319 года византийский император Андроник II Палеолог издал хрисовул, где были перечислены привилегии граждан астия Янины: элементы местного самоуправления, освобождение от налогов на торговлю и военных повинностей за пределами города, подтверждение неприкосновенности городских обычаев и владений. Этот хрисовул представляет собой уникальный документ, описывающий неприкосновенность города.
Около 1348 года Янина пала под натиском Стефана Уроша IV Душана, а с 1355 года перешла к Симеону Урошу.
Начиная с 1366/1367 года в Янине правит Фома Прелюбович, тираническое правление которого описано в Летописи Янины. В борьбе против албанцев Прелюбович в 1380 году обратился за помощью к туркам. Однако горожане, напуганные нападениями албанцев, признали Карло I Токко своим правителем, и тот перенес в Янину свою летнюю резиденцию, но вскоре после его смерти, в 1430 году Янина была отдана туркам, став административным центром одноимённого санджака.
В 1611 году восставшее греческое население под руководством монаха Дионисия на день отбило город у турок. Восстание было подавлено. У пещеры, где был замучен Дионисий, сегодня стоит обелиск.

### XIX—XX века
В 1788 году город стал резиденцией султанского вассала Али-паши Тепеленского, который вынашивал сепаратистские планы и в конце своей жизни поддерживал контакты с греческими гетеристами. Колоритная фигура Али-паши и Янина той эпохи упоминается в «Графе Монте-Кристо» Александра Дюма-отца. С началом греческого восстания в 1821 году, султанские войска осадили Али-пашу в Янине, где его впоследствии и казнили.

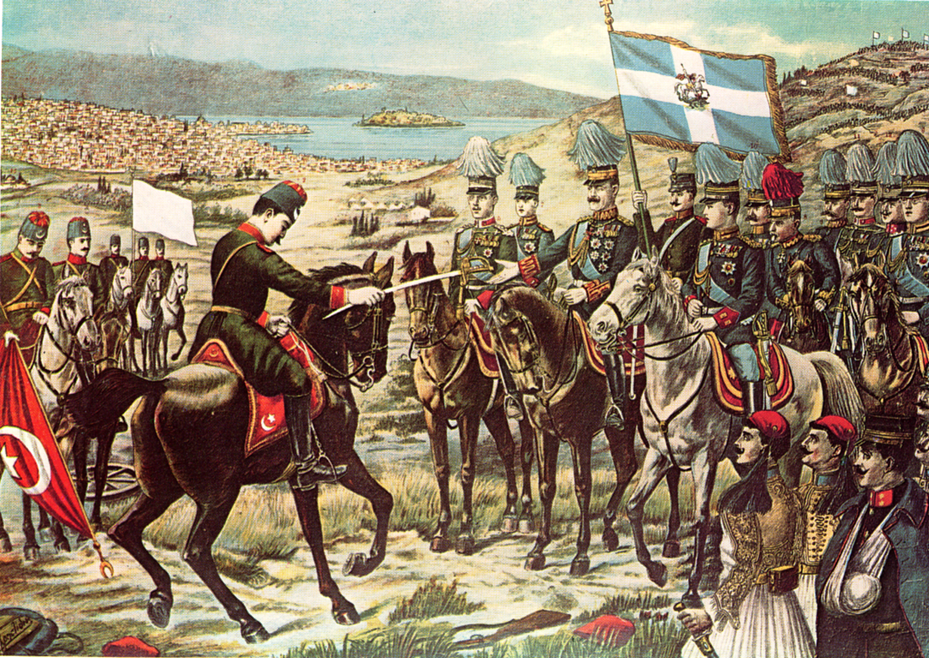
Сдача Янины Эсат-пашой кронпринцу Греции Константину I

В 1913 году в ходе Первой Балканской войны и после упорных боёв на подступах к городу, в районе Бизани, Янина после продолжительной осады была освобождена греческой армией и вновь стала греческим городом. Решительный бой начался 19 февраля. После падения форта Бизани участь Янины была решена. 21 февраля Эсат-паша послал парламентёра с предложением о сдаче. В Янине грекам сдалось 25 000 человек. 22 февраля в город торжественно въехал король Греции Константин I.
В 1944 году во время оккупации нацистами еврейская община (романиоты) была депортирована в лагеря смерти.

## Архитектура
Замок Янины находится в юго-восточной части города на полуострове, вдающемся в озеро Янина.

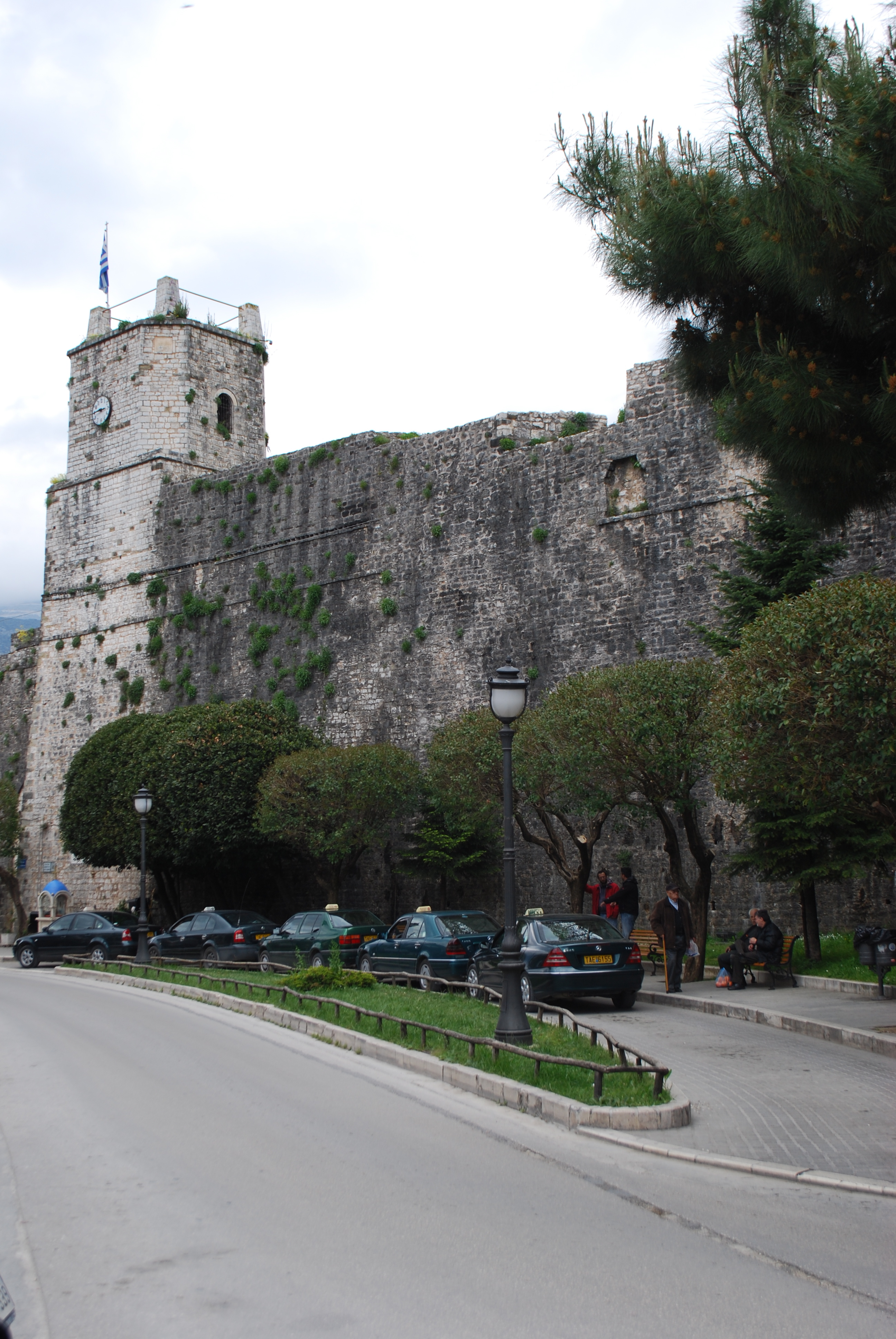
Замок Янины

В 1082 году замок захватывает Боэмунд I и укрепляет его. От этого периода сохранились укрепления в юго-восточной крепости замка, называемой Ич-Кале (тур. İç Kale — «внутренняя крепость»): круглая башня, известная как башня Боэмунда, и фундамент такой же башни в восточной части.
В северо-восточной крепости замка, называемой «эпано-гулас» (επάνω γουλάς), находились резиденция византийского правителя и собор Святого Иоанна.
В 1204 году в Янину бежали жители Константинополя, взятого рыцарями Четвёртого крестового похода. В правление Михаила I Комнин Дука (1205—1215) были увеличены и построены городские стены, а также стены северо-восточной крепости замка.
В XIII веке в Ич-Кале был построен собор Архангела Михаила.
В правление Фомы Прелюбовича (1366—1384) были возведены дополнительные укрепления, среди которых башня Фомы.
В XV веке, после покорения Янины турками в 1430 году, на месте собора Архангела Михаила была построена мечеть Фетихье.
В 1618 году в северо-восточной крепости замка на месте собора Святого Иоанна построена мечеть Аслан-паши. Здесь же находятся тюрбе начала XVII века, медресе середины XVII века. Рядом находятся византийская баня XIII века, хаммам начала XVII века и библиотека османского периода.

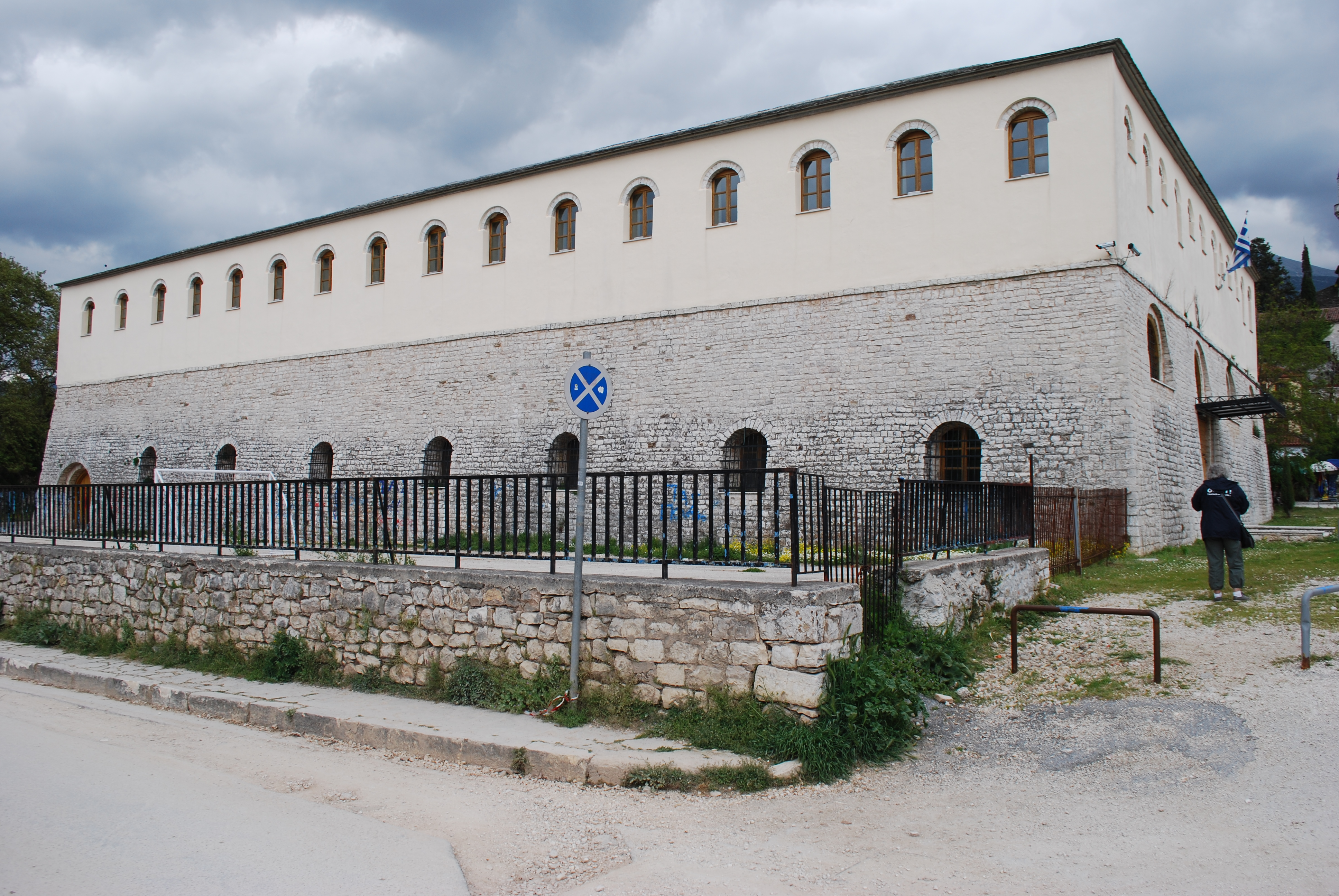
Суфари-Сарай

Замок был перестроен и укреплён в правление Али-паши (1788—1822). В 1788 году в Ич-Кале Али-паша построил сарай (дворец), свою резиденцию. Сохранилось здание «казны». В 1795 году он перестроил мечеть Фетихье. В 1815—1820 годах построил рядом с северо-восточной крепостью замка кавалерийские казармы Суфари-Сарай (Σουφαρί Σαράι), ныне Исторический архив Эпира (Ιστορικό Αρχείο Ηπείρου) Генерального государственного архива (Γενικά Αρχεία του Κράτους). В Ич-Кале находится гробница Али-паши. Сарай Али-паши был разрушен в 1870 году.
В 1918 году в Ич-Кале построена церковь Святых бессребреников.

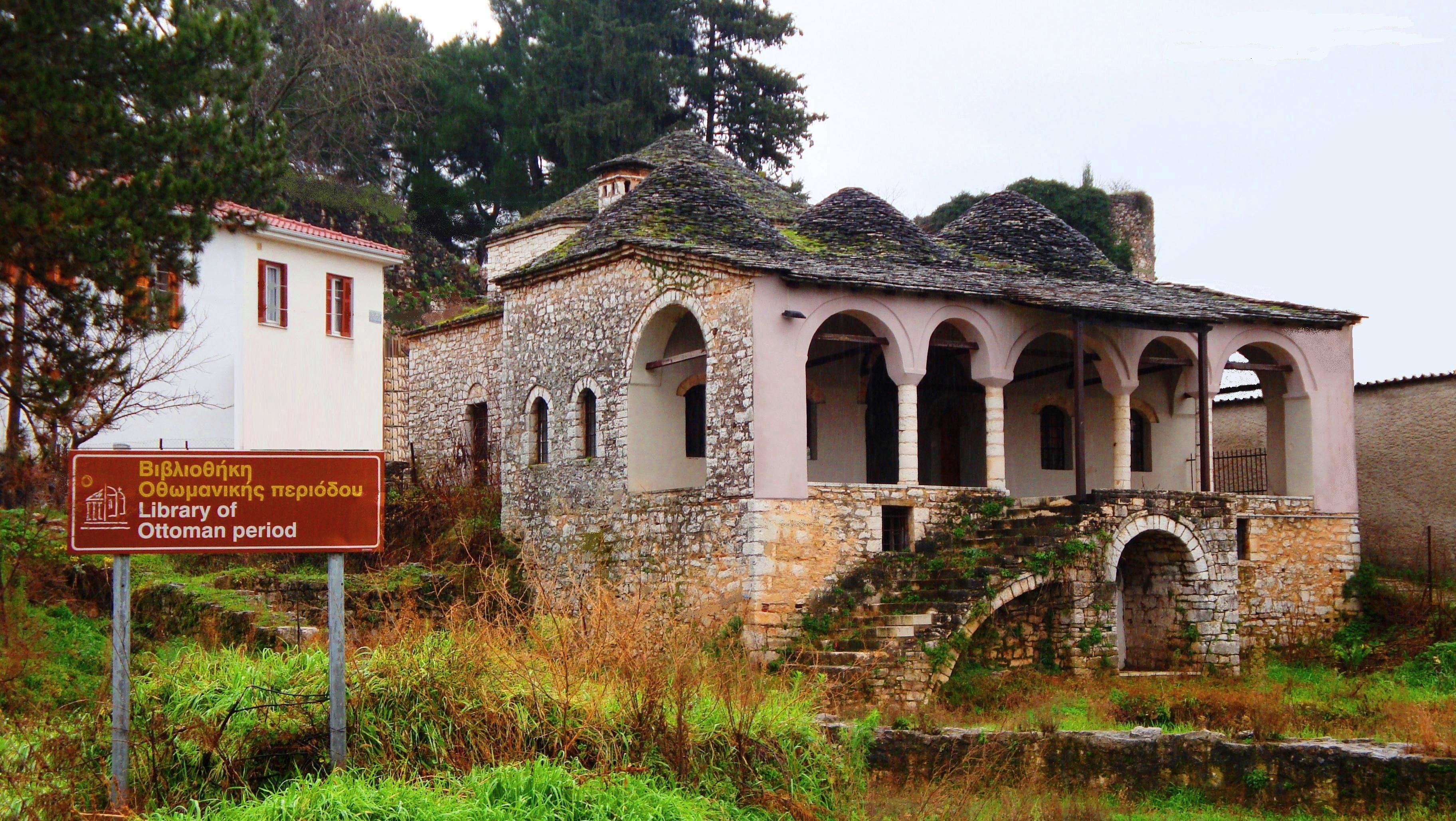
Библиотека османского периода

С 1933 года в северо-восточной крепости замка находится Городской музей (Δημοτικό Μουσείο). С 1913 году в Ич-Кале находился военный госпиталь, с 1995 года — Византийский музей Янины (Βυζαντινό Μουσείο Ιωαννίνων).

## Образование
В 1828 году была основана школа Зосимаса.
В 1910-х годах была школа, где обучалось 400 мальчиков и 150 девочек, и где кроме еврейского, обучали турецкому и греческому языкам.
В 1964 году был открыт филиал Университета Салоник. На его базе в 1970 году создан Университет Янины (Πανεπιστήμιο Ιωαννίνων). Кампус музея находится в 6 километрах к югу от Янины в Дурутисе (Δουρούτης) по имени Георгиоса Дурутиса, которому принадлежала эта территория, рядом с монастырём Святого Георгия Перистерас.
В Янине существует филиал Технологического учебного института Эпира (Τεχνολογικό Εκπαιδευτικό Ίδρυμα Ηπείρου) с центром в Арте.

## Транспорт
В Янине находится Государственный аэропорт «Василевс-Пирос» (ИАТА: IOA, ИКАО: LGIO), носящий имя царя Пирра.
В 10 километрах южнее Янины проходит автострада 2 «Эгнатия», часть европейского маршрута E90. Янина является началом автострады 5 «Ионии». Национальная дорога 5, часть европейского маршрута E951 связывает Янину с Артой. Через Янину проходит национальная дорога 6 Трикала — Игуменица, часть европейского маршрута E92. Национальная дорога 17 связывает Янину с Додоной. Национальная дорога 20, часть европейского маршрута E853 связывает Янину с Козани.

## Население
| Год    | Население, человек |
| ------ | ------------------ |
| 1910-е | 30 000             |
| 1991   | 62 346             |
| 2001   | 67 384             |
| 2011   | ↘ 65 574           |

## В астрономии
В честь Янины назван астероид (383) Янина.

## Спорт
В чемпионате Греции по футболу город представляет ФК «ПАС».

## Галерея

Главный вход в замок
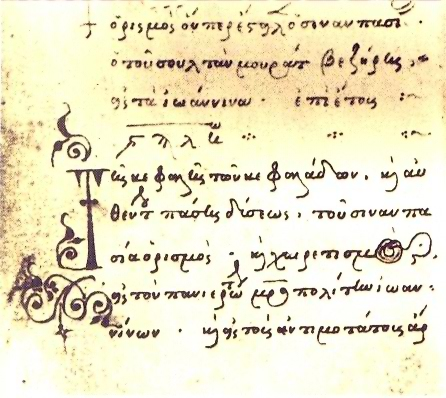
Rule (Orismos) of Sinan Pasa (9 октября 1430), написанный на греческом языке, который предоставил гражданам ряд льгот.
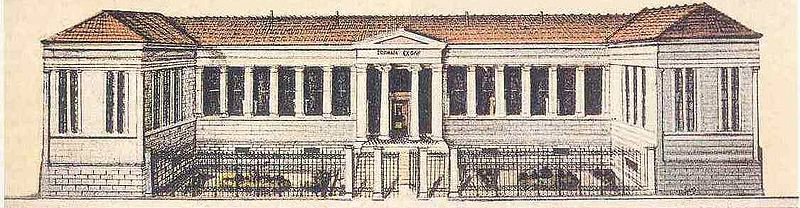
Школа Зосимаса (XIX век)
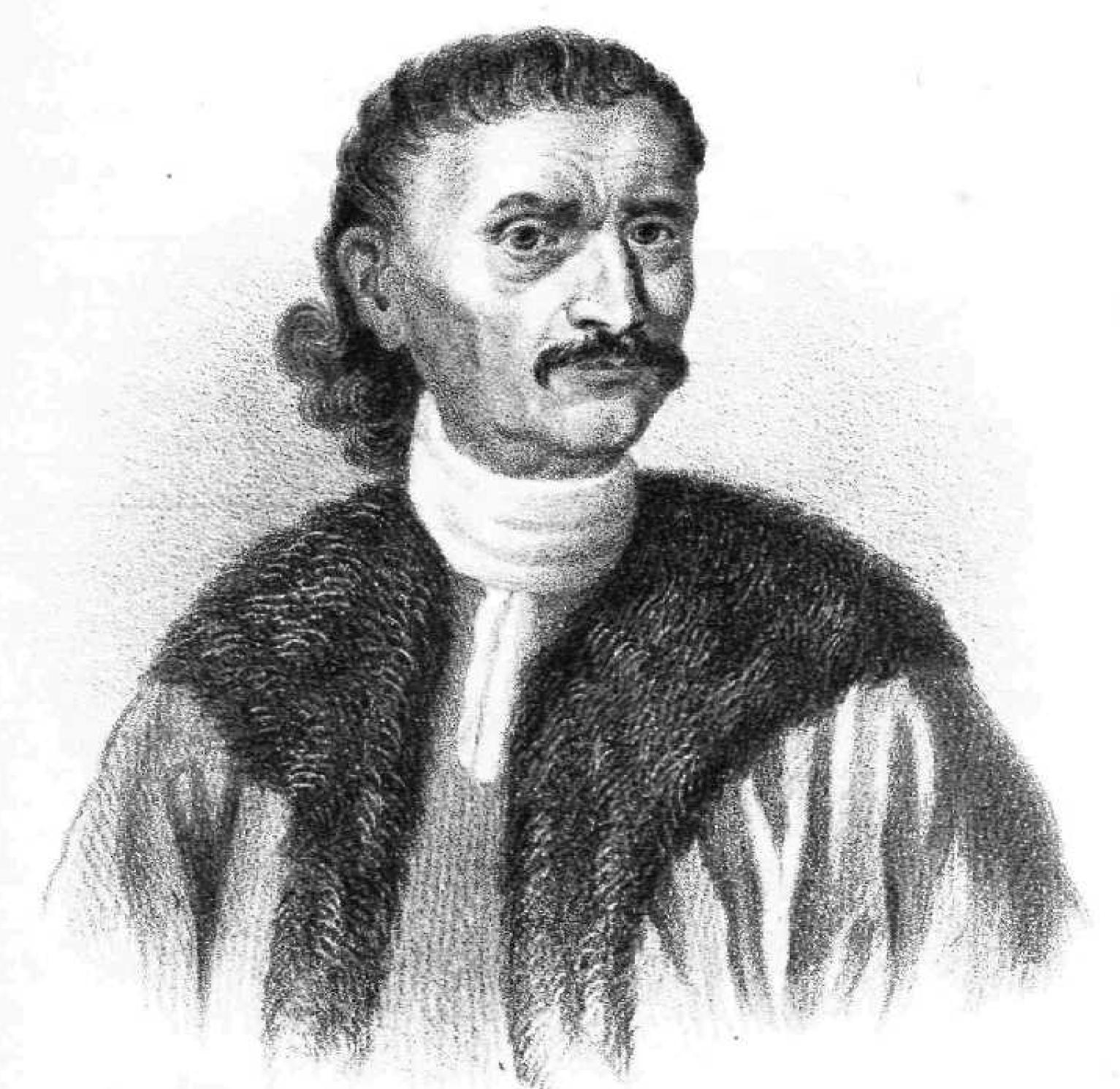
Зоис Капланис (Ζώης Καπλάνης, 1736—1806)
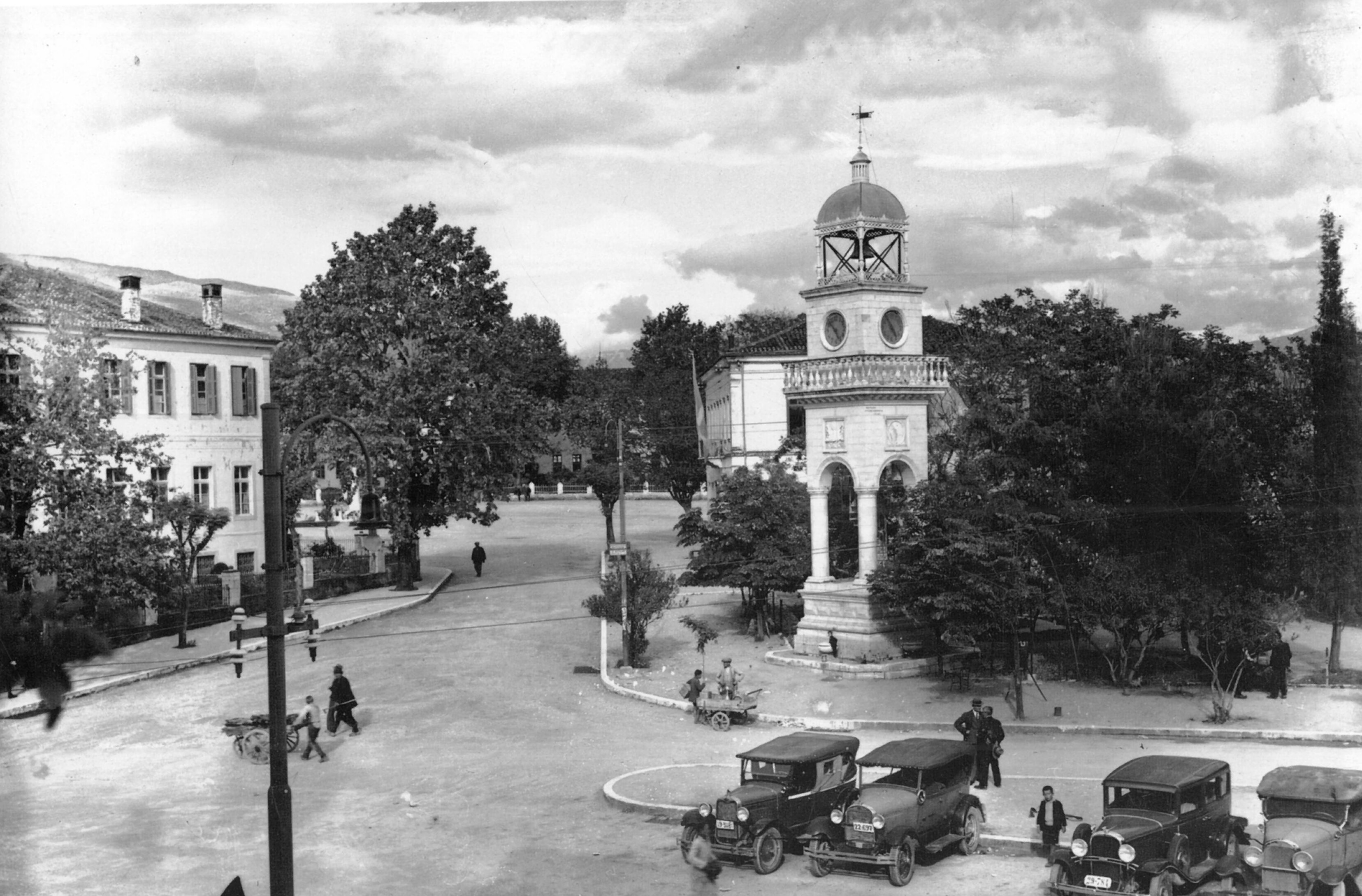
Центральный сквер Янины (1932)
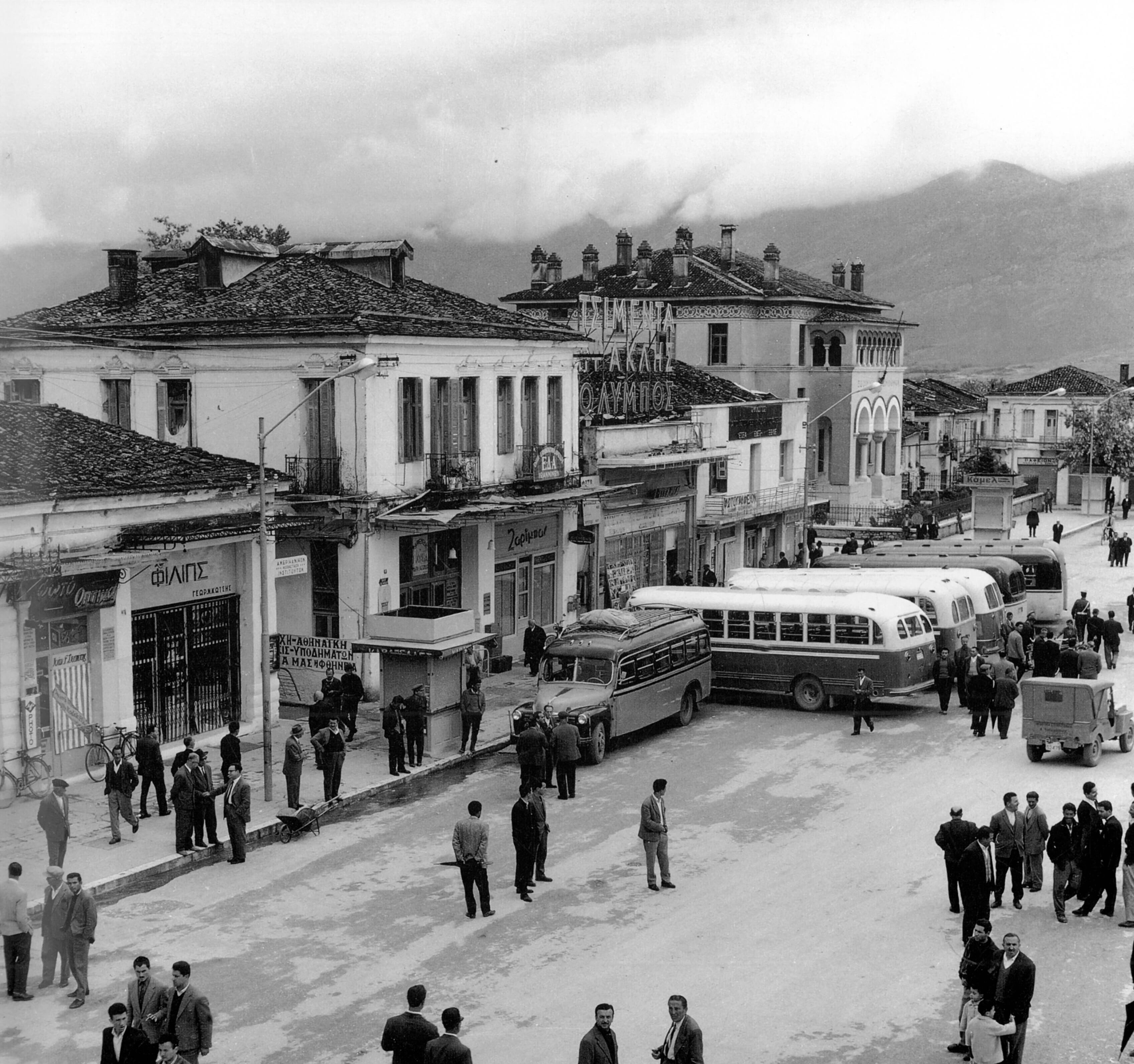
Проспект Додонис (Λεωφόρος Δωδώνης) (1940-х или 1950-х гг.)
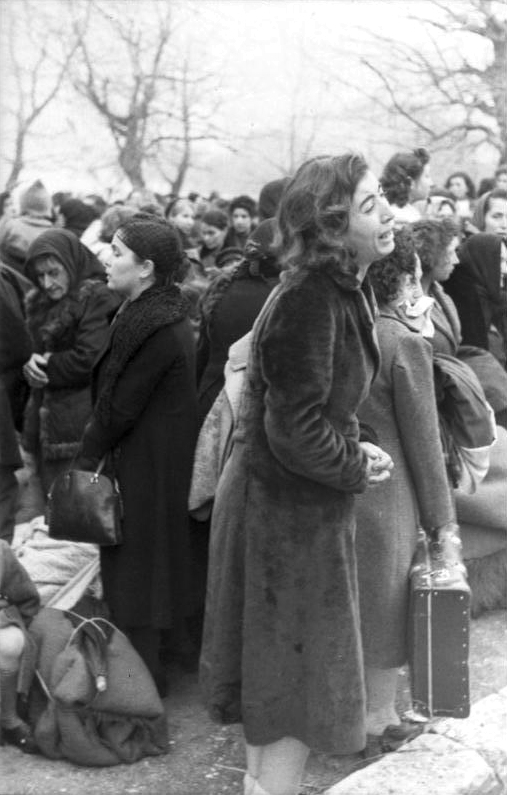
Женщина плачет во время депортации евреев
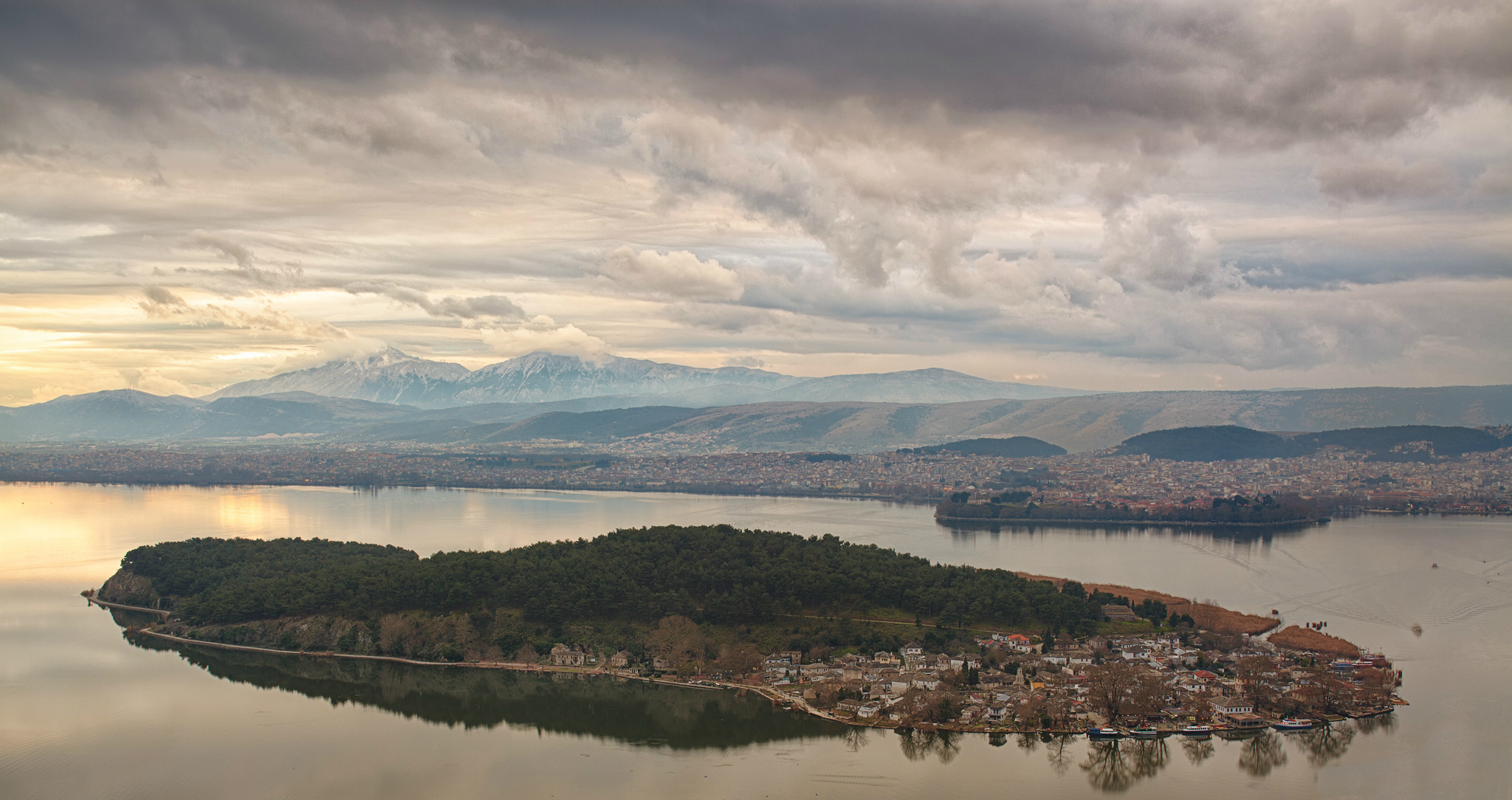
Остров Янина
Мечеть Фетихье
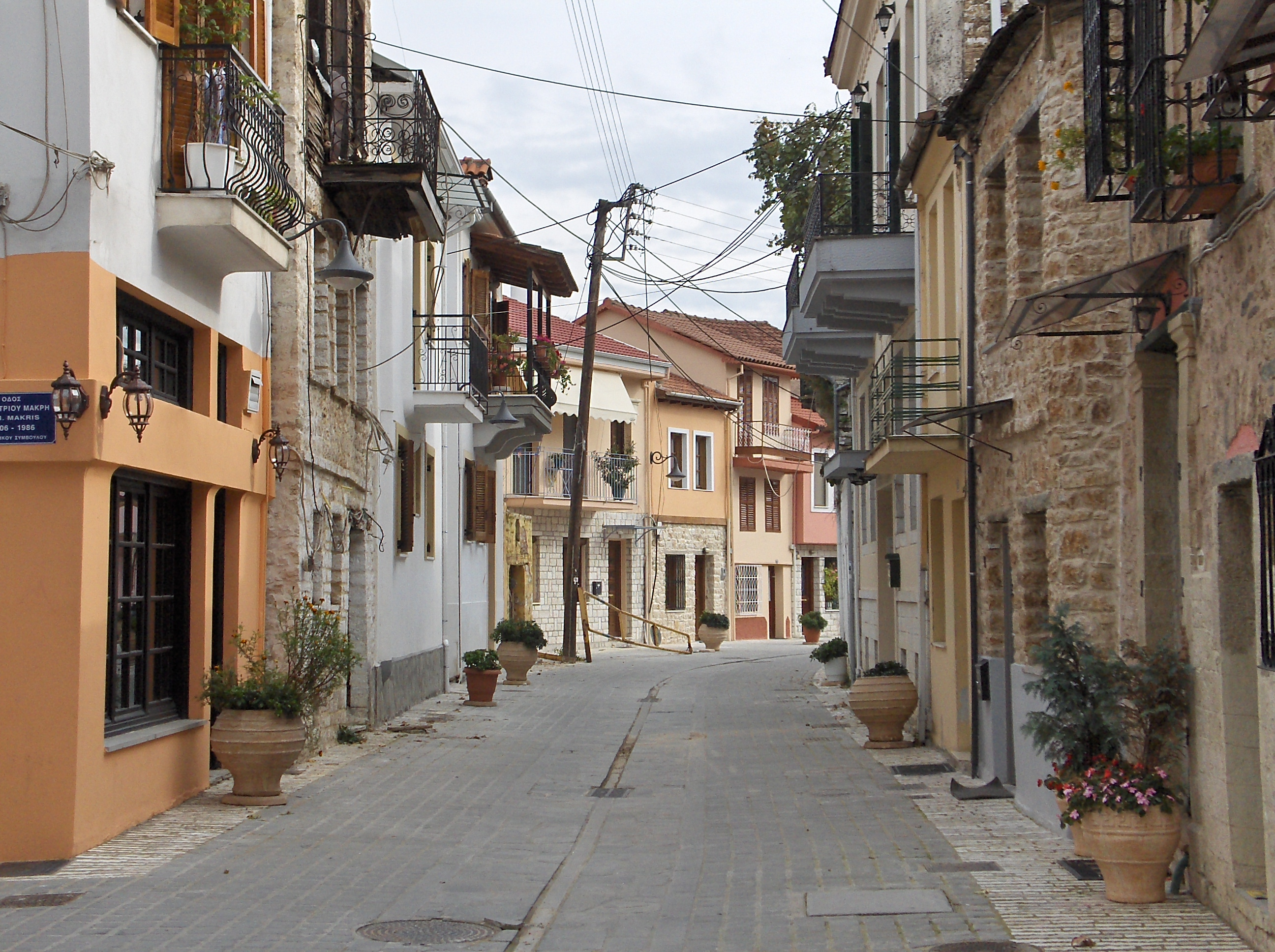
Улица рядом с замком
Часовая башня Янины
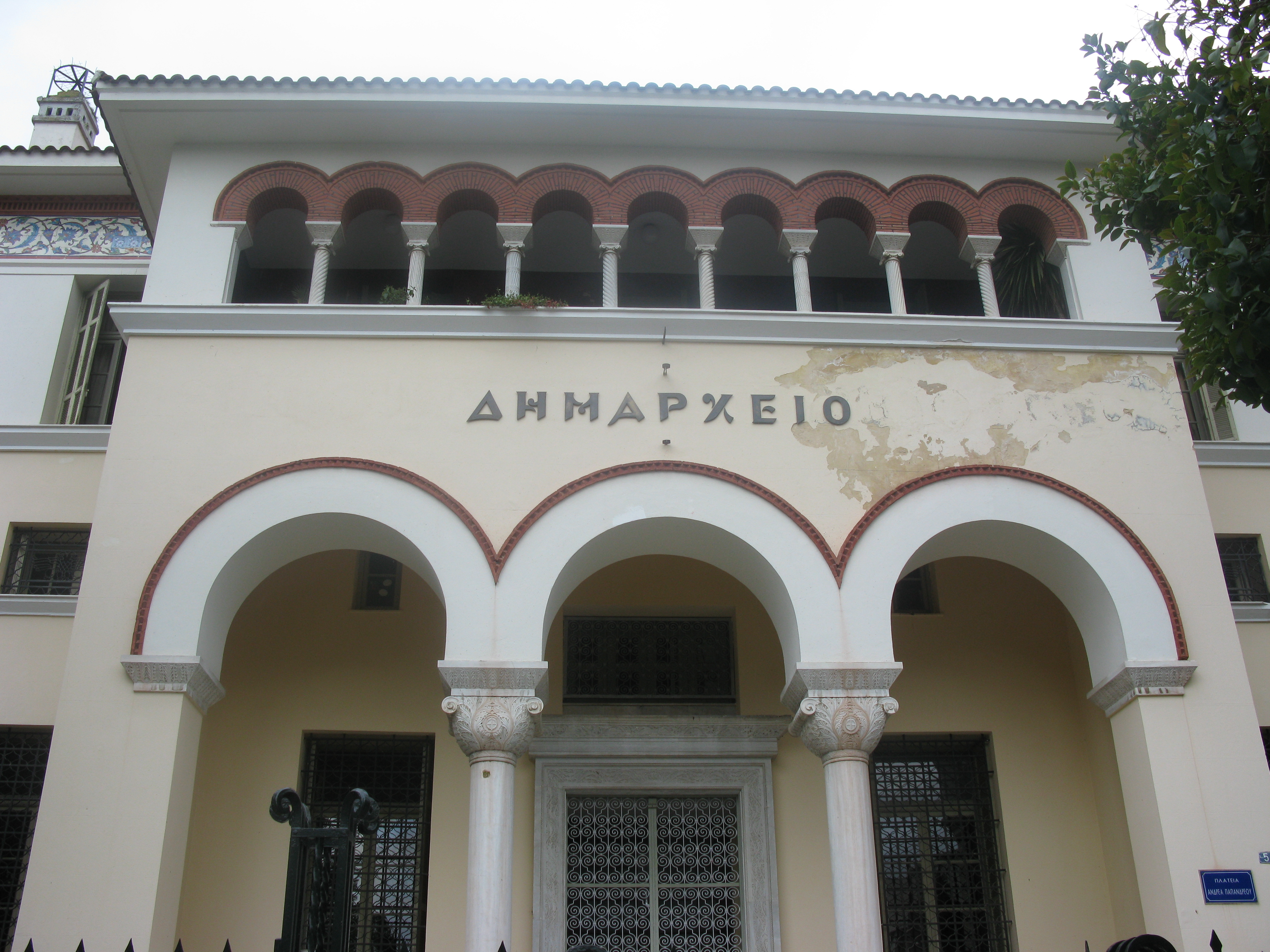
Ратуша
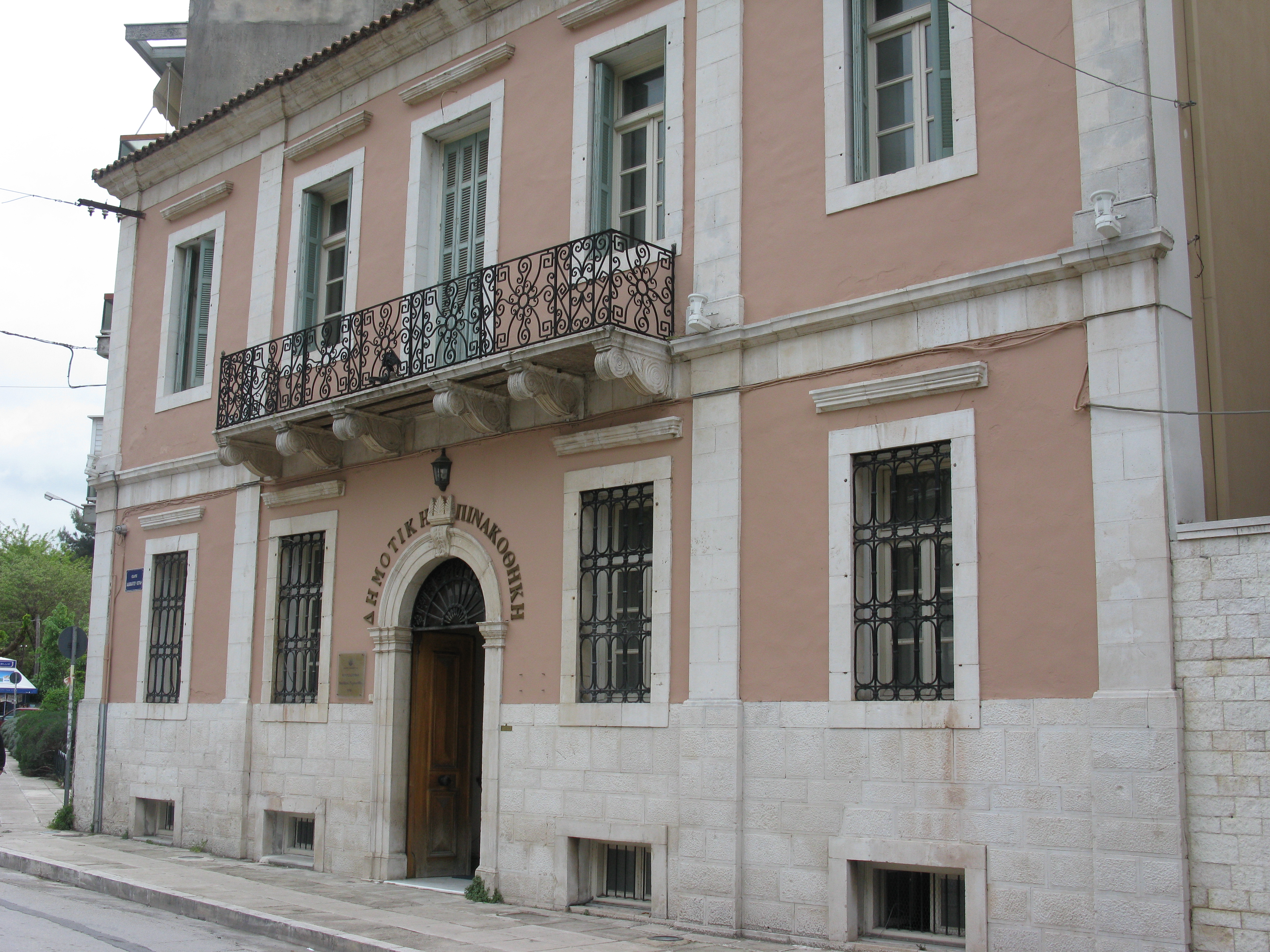
Городская художественная галерея Янины